# Vandenberg AFB TP-01
Vandenberg AFB TP-01 (TP-01, früher auch Silo TP-01) ist ein Raketensilo auf der Vandenberg Air Force Base in Kalifornien, USA. 
Es wurde in den 1980er und zu Beginn der 1990er Jahre zur Test- und Entwicklungszwecken der Peacekeeper- und Midgetman-Raketen verwendet.

## Startliste
| Datum             | Zeit (UTC) | Raketentyp  | Nutzlast          | Anmerkungen |
| ----------------- | ---------- | ----------- | ----------------- | ----------- |
| 18. Juni 1983     | 02:10      | Peacekeeper | Peacekeeper FTM-1 |             |
| 14. Oktober 1983  |            | Peacekeeper | Peacekeeper FTM-2 |             |
| 20. Dezember 1983 |            | Peacekeeper | Peacekeeper FTM-3 |             |
| 30. März 1984     |            | Peacekeeper | Peacekeeper FTM-4 |             |
| 15. Juni 1984     | 16:50      | Peacekeeper | Peacekeeper FTM-5 |             |
| 1. Oktober 1984   |            | Peacekeeper | Peacekeeper FTM-6 |             |
| 1. Februar 1985   |            | Peacekeeper | Peacekeeper FTM-7 |             |
| 3. Juni 1985      |            | Peacekeeper | Peacekeeper FTM-8 |             |
| 11. Mai 1989      | 18:00      | Midgetman   | SICBM FTM-1       | Fehlschlag  |
| 18. April 1991    | 18:33      | Midgetman   | SICBM FTM-2A      |             |